# Ottershaw

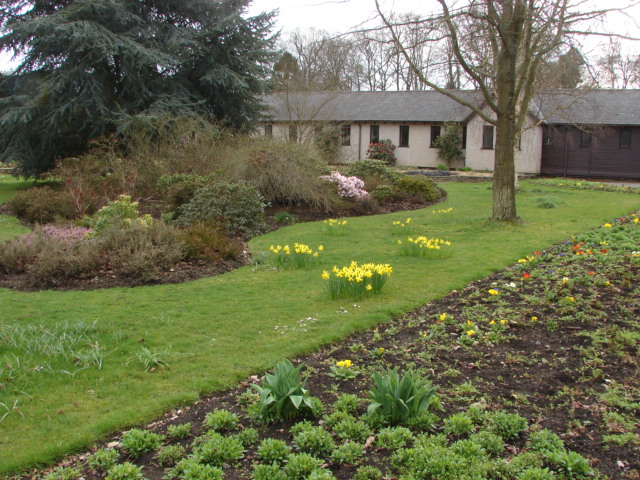
Jardín conmemorativo de Ottershaw

Ottershaw es un pueblo en el Runnymede, en el distrito de Surrey (Inglaterra), aproximadamente a 20 millas al suroeste de Londres. Forma parte de la parroquia eclesiástica de Ottershaw, establecida en 1864, la cual había sido parte de la parroquia de Chertsey.
Limita con los municipios de Byfleet, Woodham, Addlestone y Chertsey.
Un monumento significativo de la localidad es la Iglesia de Cristo. Fue un regalo de Sir Thomas Edward Colebrooke (1813–1890), quien se estableció en Ottershaw en 1859 y donó tierras de su propiedad para la construcción de una iglesia, un cementerio y una vicaría. Además, pagó todos los costes de la  construcción y dotó a la iglesia con £100 anuales. También hay una escuela anexada a esta iglesia. Además, la localidad contaba con un internado para chicos, Ottershaw School, fundado en 1948 en Ottershaw Park, pero que cerró en 1980. Los edificios escolares se dedicaron desde entonces para uso residencial.
La sociedad de Ottershaw ha llevado a cabo un estudio histórico de la localidad que registra la población actual y sus antecedentes históricos. Está ilustrado con más de mil fotografías del pueblo, comparando cómo es ahora con muchas ilustraciones históricas de mediados del siglo XIX, e incluye varios materiales escrito, así como los recuerdos de los residentes de mayor edad.

## Tiempo Libre
El pueblo tiene dos pubs: The Otter (La nutria), el cual tiene un restaurante, y el Castle In Brox Road (Castillo en la carretera de Brox); y un restaurante indio: The Otters Spicy Cottage.

## Residentes notables
- Oliver James, músico y actor, nació en 1980 en Ottershaw
- El historiador John Romer nació y se educó en Ottershaw
- Hannah Russell, nadadora paralímpica Británica, nació en Chertsey y vive en Ottershaw. En los juegos paralímpicos del verano del 2012 ganó la plata en el estilo libre de 400 metros; el bronce en los 100 metros mariposa, con lo que estableció un nuevo récord británico; y el bronce en la braza de 100 metros.

## Literatura en Ottershaw
En el libro La Guerra de los Mundos por H. G. Wells, se invitaba al narrador de ciencia ficción a un observatorio en Ottershaw.